# Schlossplatz (Stuttgart)
Der Schlossplatz in Stuttgart ist der größte Platz im Zentrum Stuttgarts und Vorplatz des Neuen Schlosses.

## Geographie

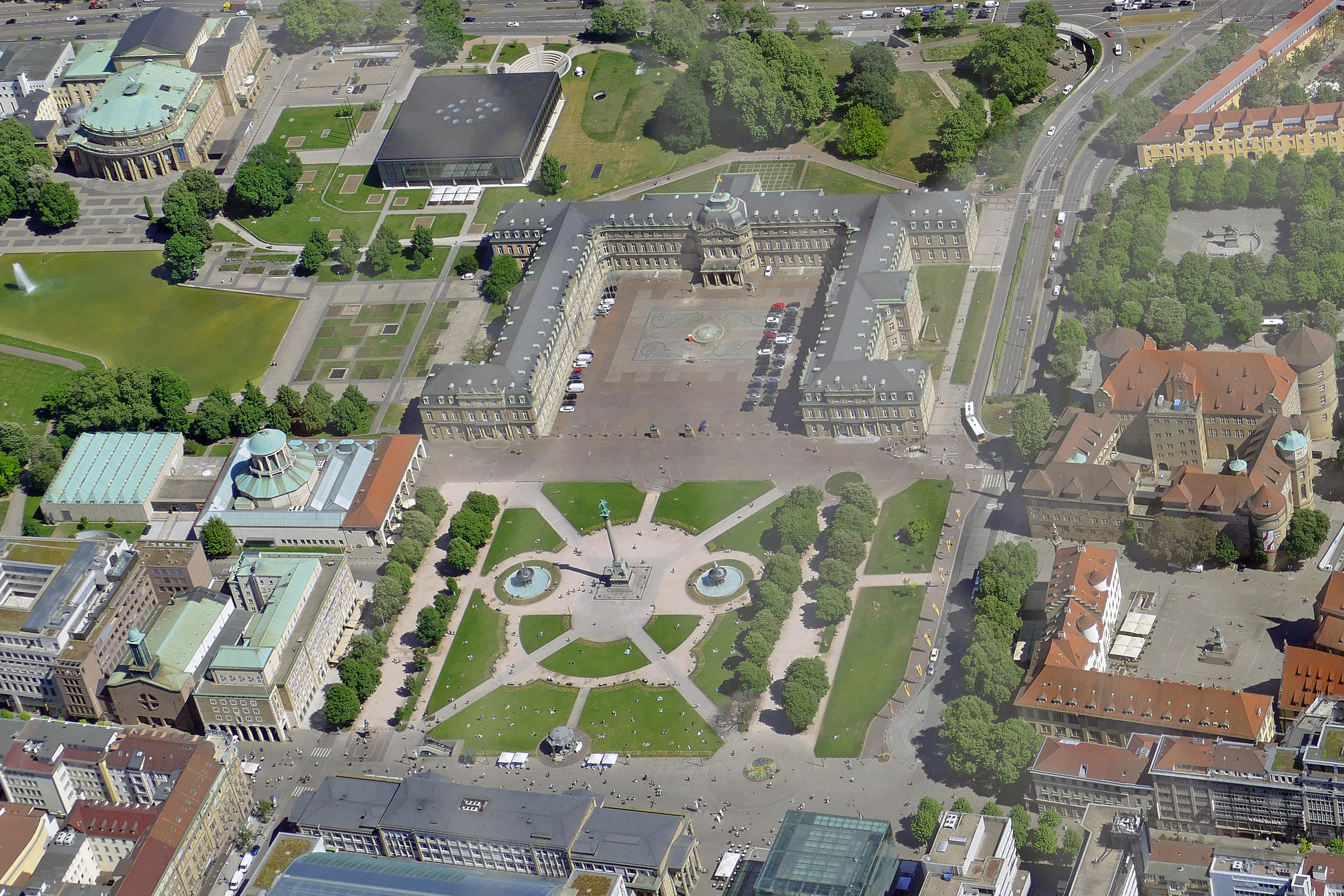
Der Schlossplatz aus der Luft

### Lage und Umgebung
Der Platz unterteilt die ca. 1,2 km lange Hauptfußgängerzone Stuttgarts, die Königstraße, in die untere Königstraße in Richtung Hauptbahnhof und die obere Königstraße in Richtung Rotebühlplatz.
An der südlichen Seite des Platzes verläuft rechtwinklig zur Königstraße die (Richard-von-Weizsäcker-)Planie. Diese im Bereich des Schlossplatzes verkehrsberuhigte Straße verbindet den Schlossplatz am daran anschließenden Karlsplatz vorbei mit dem Charlottenplatz, wo sie in die dort verlaufenden Bundesstraßen mündet. Anzumerken ist, dass viele der geraden Straßenachsen in der Innenstadt keine genaue Ausrichtung nach den Himmelsrichtungen haben; das gilt auch für die Fassaden des Neuen Schlosses und die Seiten des Platzes. Die Königstraße führt von ihrem oberen Ende im Süden etwa in Richtung Nordnordost zum Hauptbahnhof.
Der Wolfgang-Windgassen-Weg, Wilhelm-Keil-Weg und die Stauffenbergstraße bilden den Übergang vom Schlossplatz zum Oberen Schlossgarten und damit zum Eckensee mit dem Opernhaus und zum Akademiegarten hinter dem Neuen Schloss und dem Haus der Landtags. Über die Bolzstraße ist der Schlossplatz mit dem Friedrichsbau, dem Börsenplatz und der Friedrichstraße verbunden. Die Fürstenstraße verbindet den Schlossplatz mit der Theodor-Heuss-Straße und den Königsbau Passagen. Verbunden über eine Freitreppe neben dem Kunstmuseum schließt sich der Kleine Schlossplatz an.

### Verkehrsanbindung
- Straßen: Der Schlossplatz liegt im Bereich der Bundesstraße 27, die den Kleinen Schlossplatz unterquert und dann in Richtung Ludwigsburg/Heilbronn führt. In der Gegenrichtung verlässt die B 27 nach dem Schlossplatz in Höhe des Neuen Schlosses und des Karlsplatzes ihren Tunnel und führt über die Kreuzung mit der Bundesstraße 14 weiter in Richtung Tübingen.
- ÖPNV: Neben dem Schlossplatz befindet sich die gleichnamige Bushaltestelle Schlossplatz, die von mehreren Stadtbuslinien angefahren wird und die zentrale Abfahrtshaltestelle aller Nachtbuslinien bildet. An der unterirdischen Stadtbahnhaltestelle Schlossplatz unter dem Schlossplatz hält die Stadtbahn Stuttgart. Die Haltestellen Charlottenplatz und Börsenplatz liegen etwa vier Gehminuten entfernt.

## Bebauung

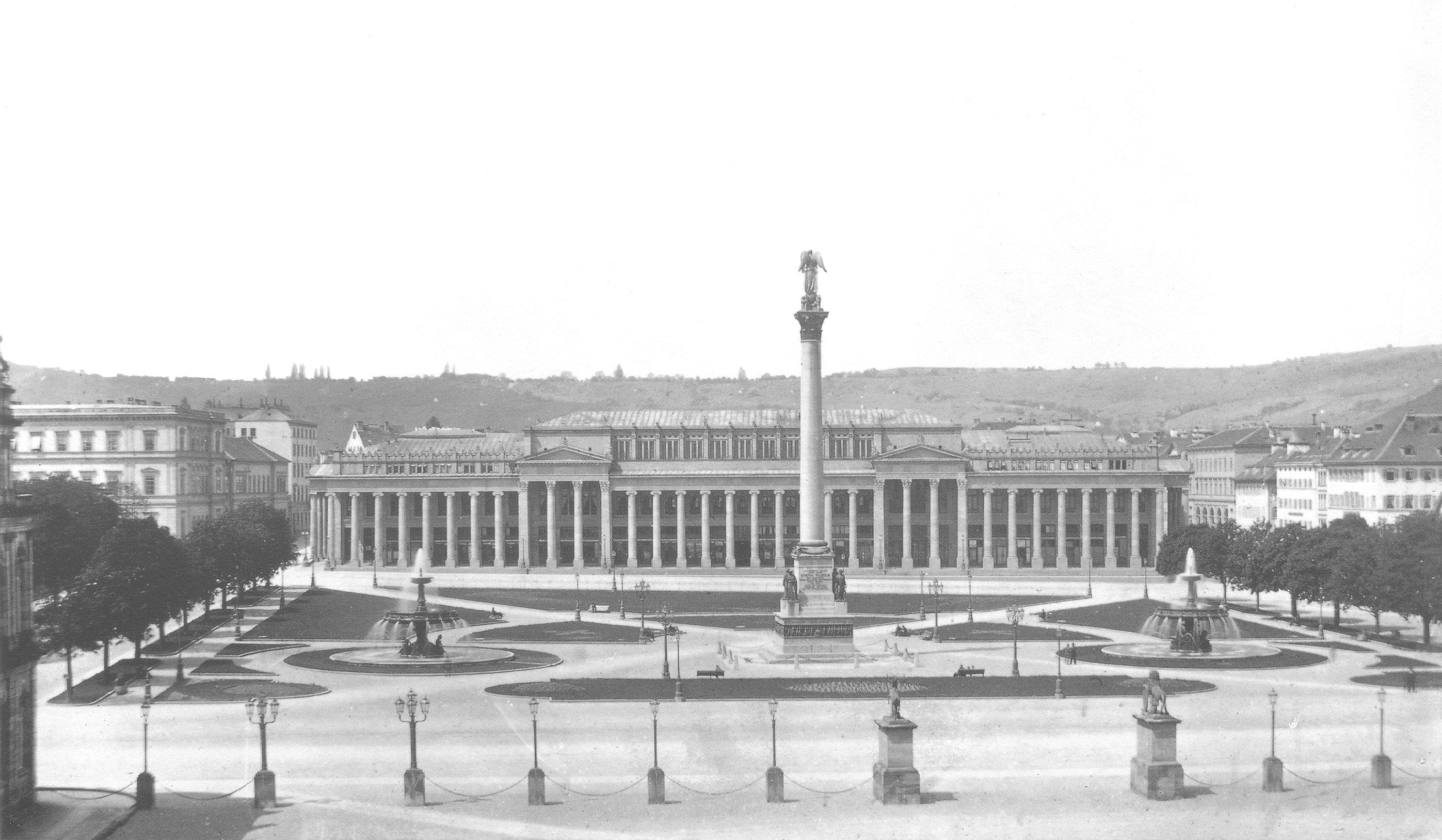
Aufnahme um 1870 mit Kronprinzenpalais (links), Königsbau (Mitte) und Hotel Marquardt (rechts)

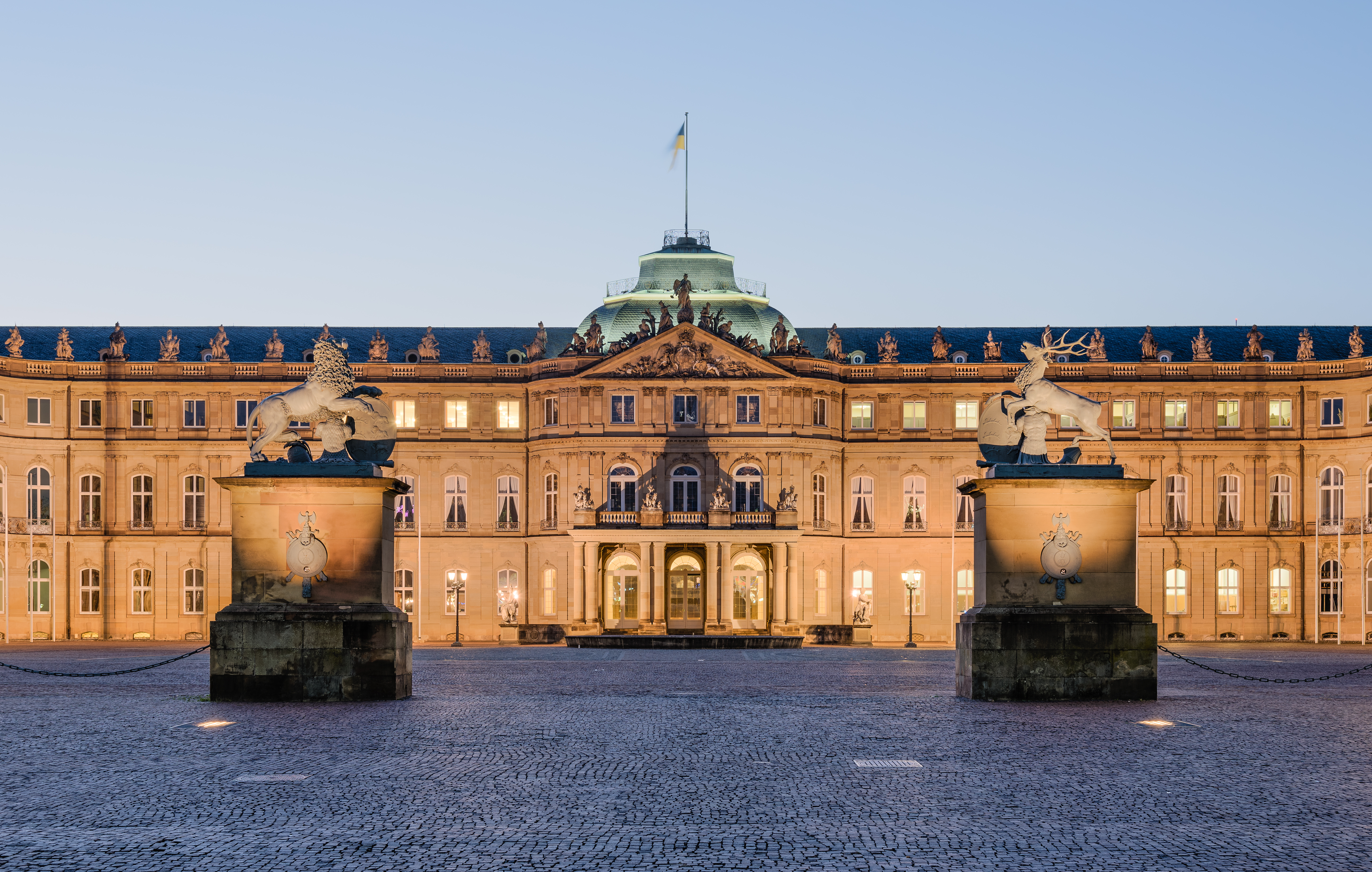
Das Neue Schloss und die Gruppe Hirsch und Löwe

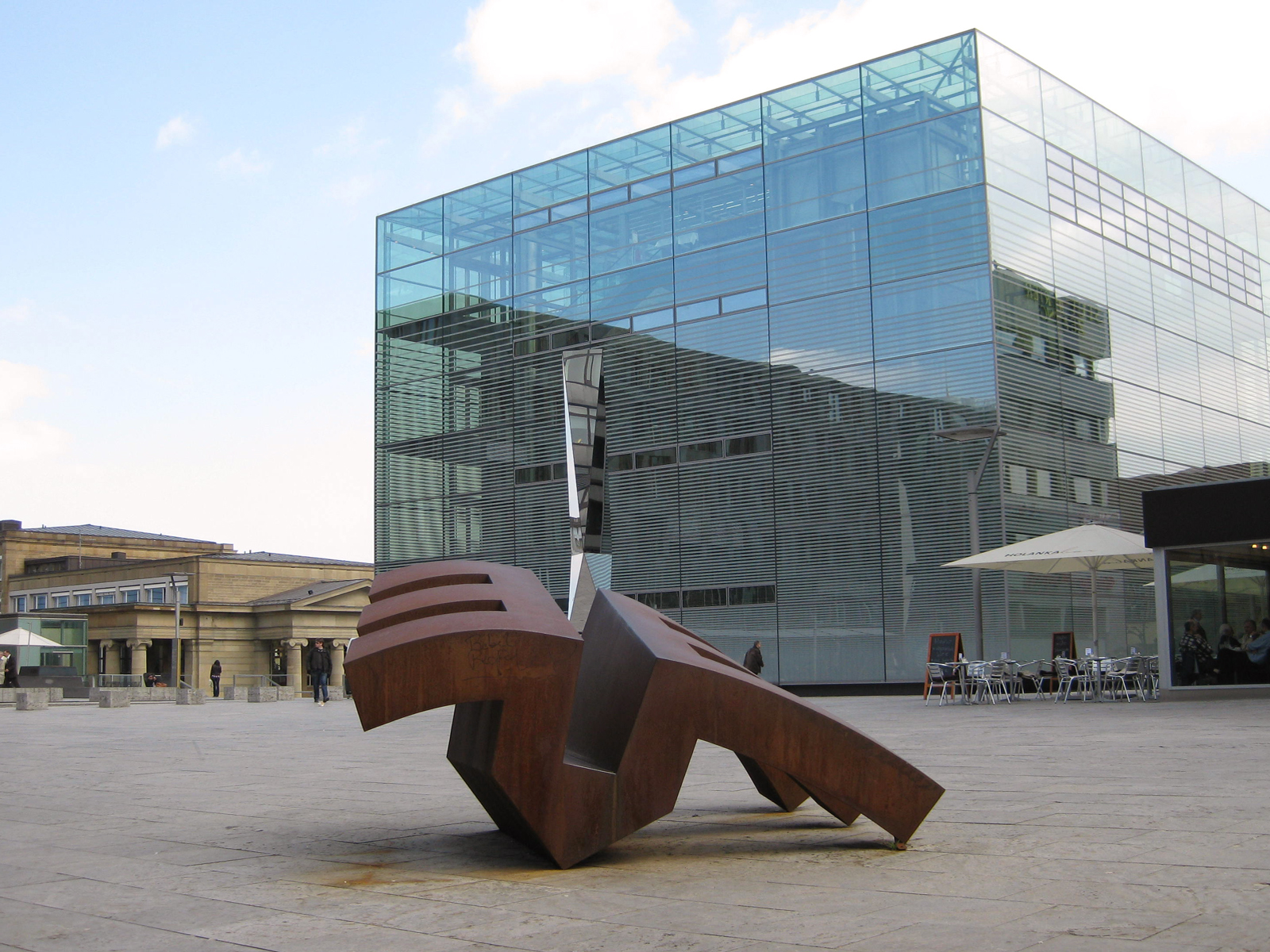
Der Kleine Schlossplatz hinter dem Kunstmuseum (2009)

Der Schlossplatz besteht aus einer barocken Gartenanlage mit den Schlossplatzspringbrunnen und dem Musikpavillon. Im Zentrum erhebt sich die 32,6 Meter hohe Jubiläumssäule mit einer Figur der Göttin Concordia aus dem Jahr 1841. Der Platz wurde 1977 anlässlich der Bundesgartenschau umgestaltet und blieb dann bis heute in dieser Form erhalten.
Nach Osten hin bildet das Neue Schloss mit seinem Ehrenhof den Abschluss des Platzes. In Verlängerung des Neuen Schlosses schließt sich, getrennt durch die Verkehrsachse Planie, das Alte Schloss auf der Südseite an – im Westen die Alte Kanzlei mit der Merkursäule, die 1598 als Wasserturm für die Brunnenwerke des Lustgartens errichtet wurde. Die vergoldete Jünglingsfigur stammt von 1862.
Auf der Nordseite des Neuen Schlosses schließt sich im rechten Winkel das Kunstgebäude des Württembergischen Kunstvereins an. Daneben befindet sich der Königin-Olga-Bau, in dem viele Jahre die Stuttgarter Hauptstelle der Dresdner Bank untergebracht war.
An der Nordwestecke steht der Marquardtbau, der früher als Hotel diente und neben dem sich bis 1922 der erste Stuttgarter Hauptbahnhof befand. Der Bau wurde nach dem Kriege in vereinfachter Form wiederaufgebaut. Er eröffnet die Fortsetzung der Königsstraße nach Osten. Heute befinden sich dort unter anderem die Komödie im Marquardt und ein Kino. Auf dem Platz steht an dieser Ecke ein Standbild für Herzog Christoph von Württemberg.
Direkt gegenüber dem Neuen Schloss wird der Platz im Westen entlang der Königstraße durch den Königsbau begrenzt. Die beiden Gebäude sind die markantesten des Platzes und tragen entscheidend zu seinem Erscheinungsbild bei. Der spätklassizistische Königsbau wurde 1855–1859 von den Hofarchitekten Johann Michael Knapp und Christian Leins erbaut. Vom Platz aus gesehen direkt dahinter öffnete im April 2006 das zehnstöckige Einkaufszentrum Königsbau-Passagen mit 25.000 m2 Verkaufsfläche.
An der Südwestecke neben dem Königsbau befindet sich das 2005 eröffnete Kunstmuseum Stuttgart in Form eines teilweise transparenten Glaskubus. An dieser Stelle befand sich einst das klassizistische Kronprinzenpalais, welches 1944 bei einem Luftangriff ausbrannte. Das einzigartige Baudenkmal wurde erst 1963 für einen umstrittenen Straßendurchbruch abgerissen, obwohl die Fassaden erhalten geblieben und an anderer Stelle schon viele Gebäude wiederaufgebaut worden waren.
Als Nachfolgebebauung des Kronprinzenpalais errichtete man den – seit seiner Eröffnung 1969 umstrittenen – Kleinen Schlossplatz und das benachbarte Gebäude des Buchhauses Wittwer. Der Verkehr fuhr zunächst erst im Bereich der Königstraße in ein unterirdisches Bauwerk, auf dem Kleinen Schlossplatz befanden sich Pavillons (Boutiquen, Kartenvorverkauf) und an seinem Ende das Gebäude der (Baden-)Württembergischen Bank (Architekt: Rolf Gutbrod). Nach einem Umbau beginnt der B-27-Tunnel inzwischen weiter oben an der Planie.
Vor dem ehemaligen Tunnelmund wurde in den 1990er Jahren eine große Freitreppe errichtet, die den höher gelegenen Kleinen Schlossplatz mit der Königstraße und dem eigentlichen Schlossplatz verband. Beim Bau des Kunstmuseums 2005 wurde seitlich davon eine verkleinerte Form der Freitreppe ergänzt.

## Platzgestaltung

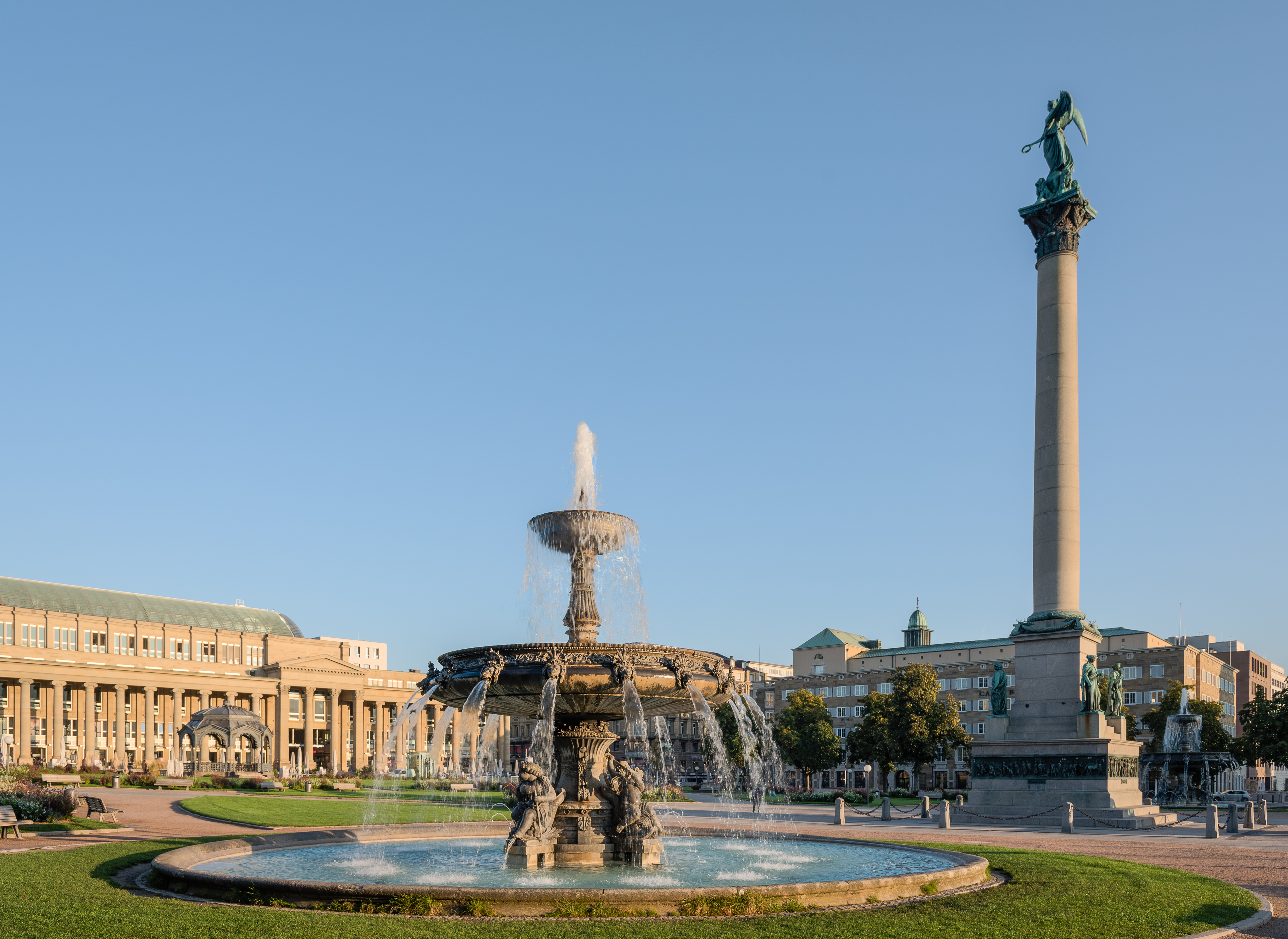
Der Königsbau (links), der Springbrunnen (Mitte) und die Jubiläumssäule (rechts)

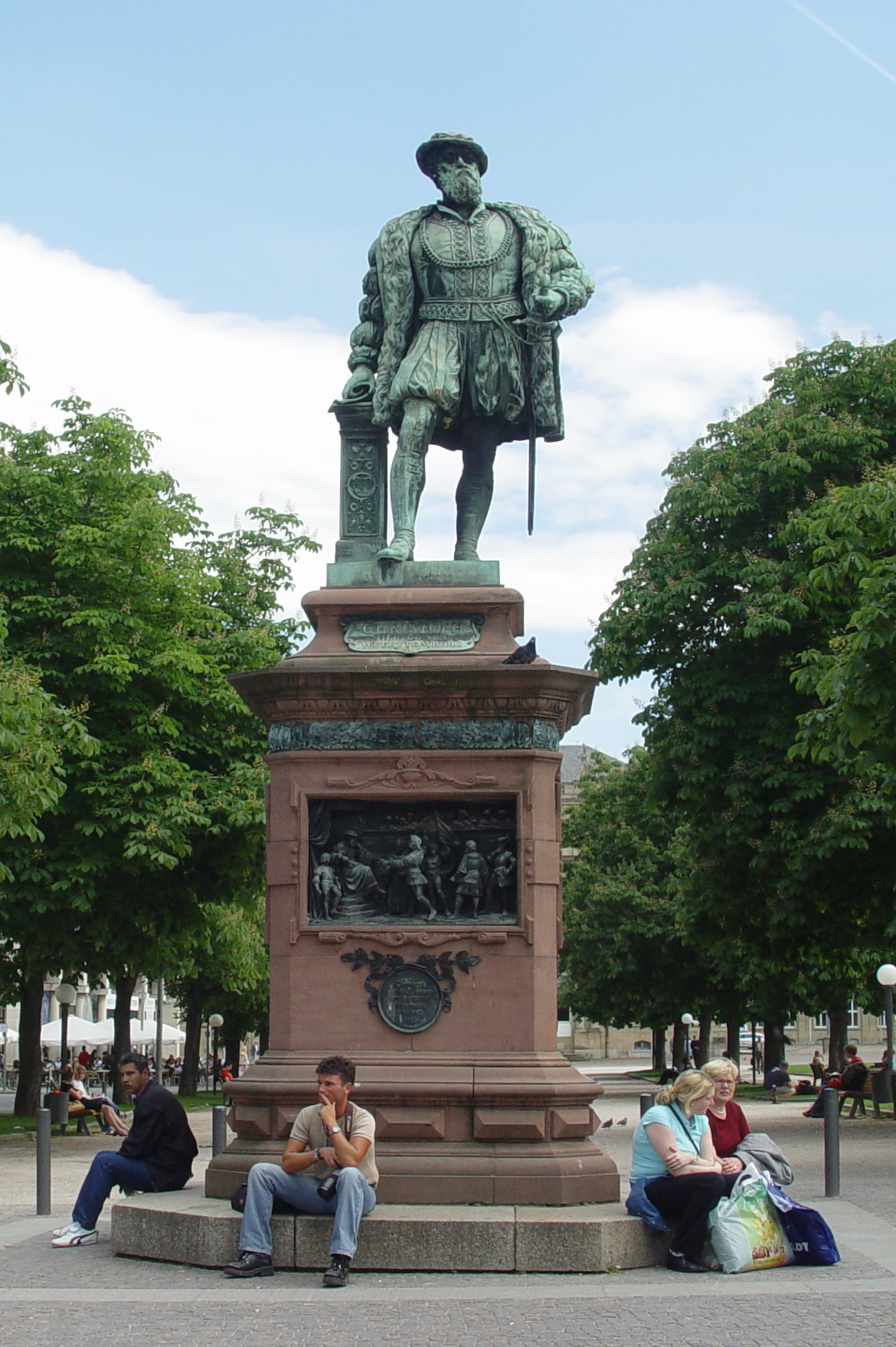
Denkmal Herzog Christoph von Württemberg

- Jubiläumssäule, 1846 von Johann Michael Knapp, Granit/Bronze
- Schlossplatzspringbrunnen, 1863 von Christian Friedrich Leins, Eisen
- Musikpavillon, 1871 von Christian Friedrich Leins, Eisen
- Gruppe Hirsch und Löwe, 1823 von Antonio Isopi, Eisen
- Denkmal Johann Heinrich von Dannecker, 1888 von Ernst Curfeß, Marmor (nicht erhalten)
- Denkmal Herzog Christoph von Württemberg, 1889 von Paul Müller, Bronze

Bis Anfang der 1960er Jahre standen der Musikpavillon östlich der Jubiläumssäule und das Herzog-Christoph-Denkmal westlich der Jubiläumssäule.

## Nutzung

### Veranstaltungen
Auf dem Schlossplatz finden das Jahr über diverse Großveranstaltungen wie Open-Air-Konzerte, Live-Übertragungen oder das im süddeutschen Raum bekannte Stuttgarter Kinder- und Jugendfestival statt. Jedes Jahr finden hier Ende April/Anfang Mai unter anderem die Open-Air-Filmpräsentationen des Internationalen Trickfilm-Festivals Stuttgart statt. In der Adventszeit wird der Schlossplatz seit 2018 mit beleuchteten Skulpturen geschmückt, welche die touristischen Highlights der Stadt repräsentieren.